# Кандинка
Канди́нка — деревня в Томском районе Томской области, входит в состав Калтайского сельского поселения. Находится на реке Ум, в 25 км к юго-западу от Томска и в 4 км к северо-западу от села Калтай. Рядом с деревней проходит автодорога Р255 (участок Юрга — Томск).
В октябре 2015 г. в деревне был открыт новый детский сад.

## Население

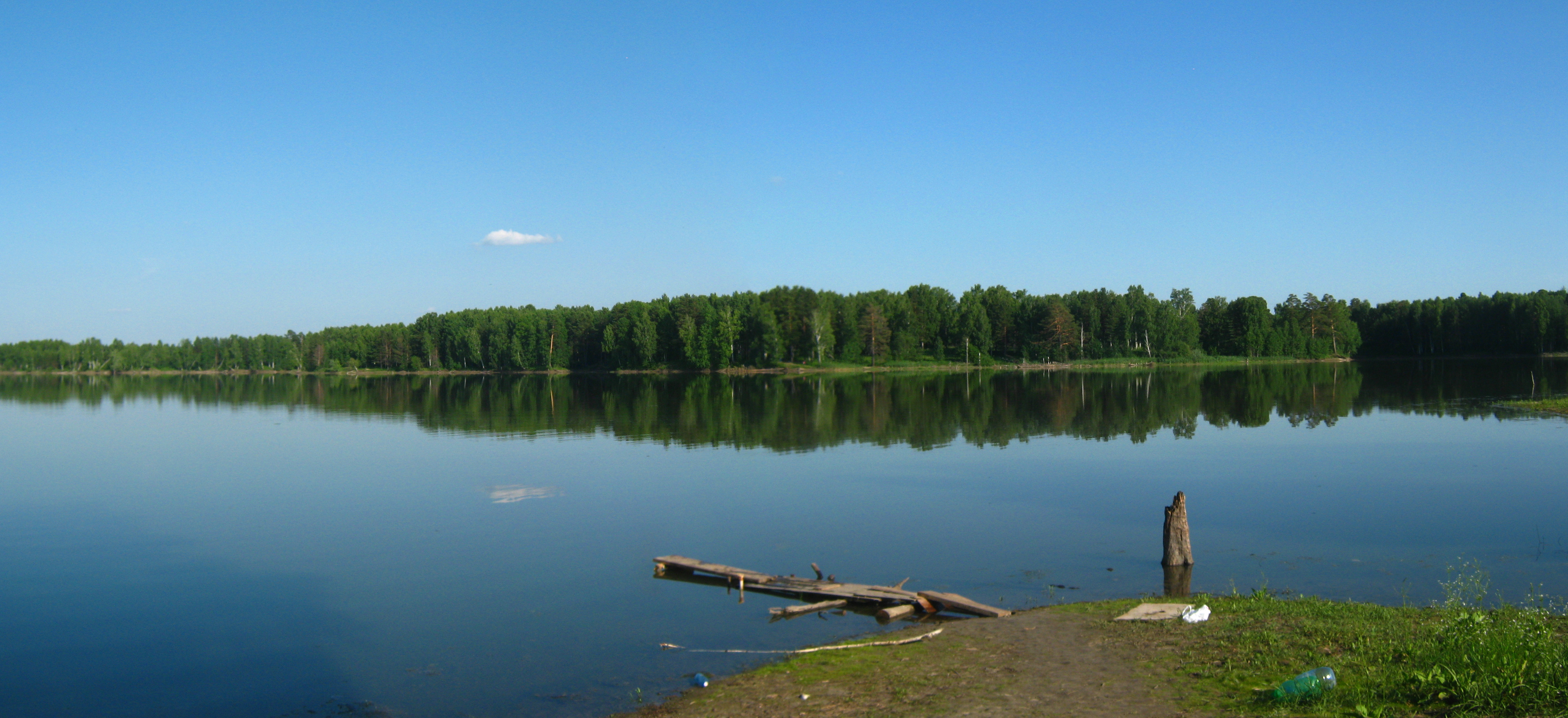
Кандинский пруд.

|        | 1859 | 1882 | 1893 | 1899 | 1905 | 1911 | 1920 | 1926 |
| ------ | ---- | ---- | ---- | ---- | ---- | ---- | ---- | ---- |
| Муж.   | 55   |      | 10   | 14   |      | -    |      | 197  |
| Жен.   | 50   |      | 7    | 12   |      | -    |      | 189  |
| Итого  | 105  |      | 17   | 26   | 23   | -    | -    | 386  |
| Дворов | 19   | 40   | 3    | 3    |      | -    | -    | 81   |

| 2002  | 2008  | 2009  | 2010  | 2011  | 2012  | 2013  |
| ----- | ----- | ----- | ----- | ----- | ----- | ----- |
| 1009  | ↗1047 | ↗1054 | ↗1090 | ↗1093 | ↗1121 | ↗1125 |
| 2014  | 2015  | 2021  |       |       |       |       |
| ↗1141 | ↗1148 | ↘1111 |       |       |       |       |